# Elizabeth Bethune
Elizabeth Bethune, död efter 1581, var en skotsk adelskvinna. Hon är känd som mätress under 1530-talet till kung Jakob V av Skottland, med vilken hon fick en dotter, lady Jean Stewart.